# فرودگاه صحرایی اندوکی
فرودگاه صحرایی اندوکی (به انگلیسی: Anduki Airfield) یک فرودگاه است که یک باند فرود آسفالت دارد و طول باند آن ? متر است. این فرودگاه در کشور برونئی قرار دارد و در ارتفاع ۲ متری از سطح دریا واقع شده است.